# Hansueli Reutegger

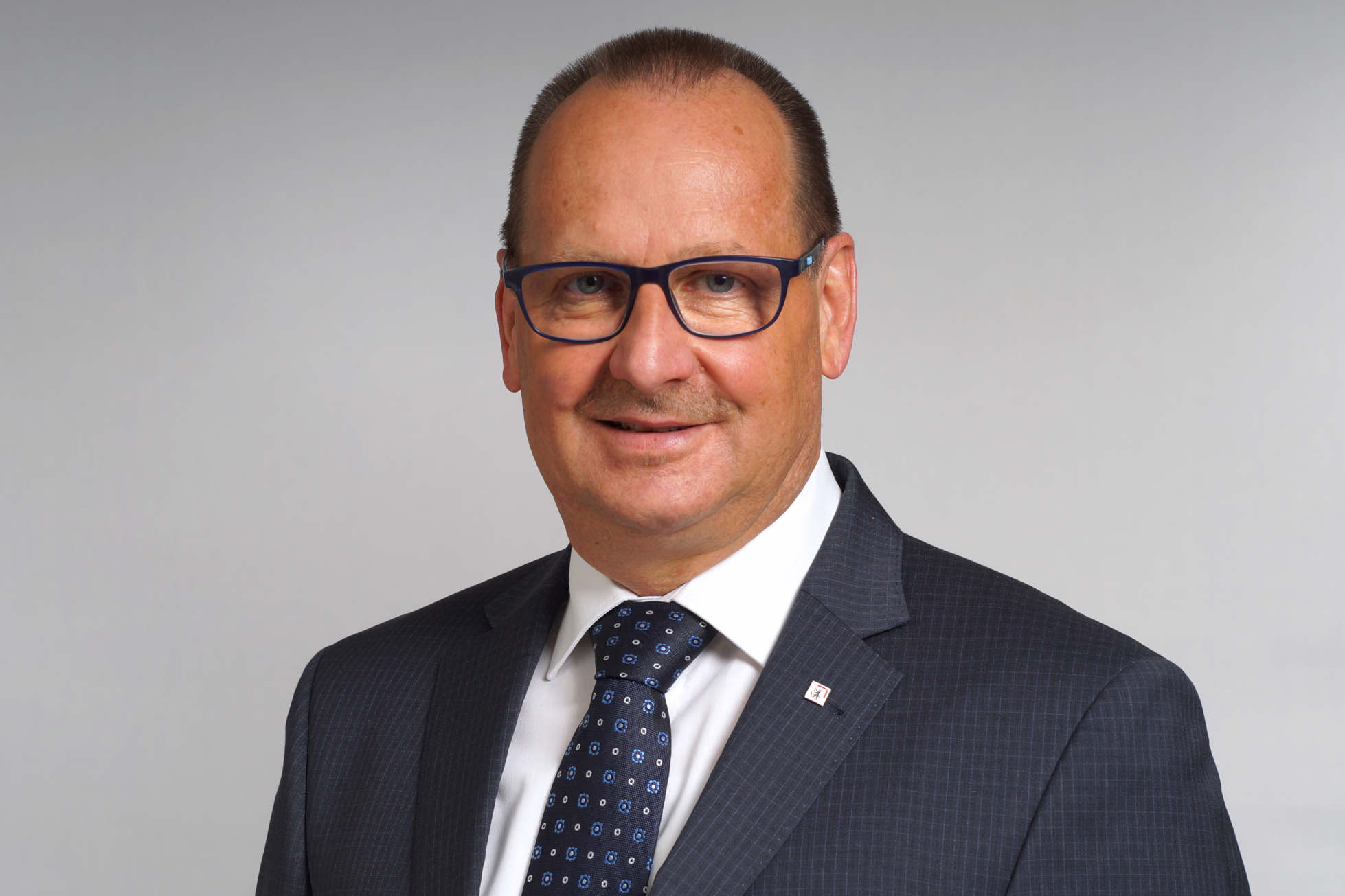
Hansueli Reutegger

Hansueli Reutegger (* 14. November 1966 in Schwellbrunn, heimatberechtigt in Urnäsch) ist ein Schweizer Politiker (SVP).

## Leben
Hansueli Reutegger ist auf einem Bauernhof in Schwellbrunn aufgewachsen, absolvierte zunächst eine landwirtschaftliche Lehre und arbeitete bis 1986 als Landwirt im elterlichen Betrieb. Danach war er in verschiedenen KMU-Betrieben tätig und machte von 1991 bis 1994 eine Ausbildung zum kaufmännischen Angestellten. Von 1997 bis 2001 war er Steuerkommissär auf der kantonalen Steuerverwaltung Appenzell Innerrhoden und von 2001 bis 2003 Steuersekretär der Gemeinde Eschlikon TG. Reutegger bildete sich in Lehrgängen der Schweizerischen Steuerkonferenz weiter, absolvierte eine Ausbildung in Projektmanagement und erwarb den eidgenössischen Fachausweis in Finanz- und Rechnungswesen. Von 2004 bis 2019 war er Leiter des Steueramts der Stadt Wil SG, 2008 absolvierte er eine Kaderweiterbildung in Führung und Coaching.
Reutegger ist Vater von drei Kindern, er ist geschieden und lebt in einer festen Beziehung. Er war Wachtmeister der Schweizer Armee und Vizekommandant der Feuerwehr Schwellbrunn.

## Politik
Reutegger wurde 2006 in den Gemeinderat (Exekutive) von Schwellbrunn gewählt und übernahm dort das Ressort Schulpräsidium und Jugend. Ab 2008 war er Vizepräsident der Gemeinde und ab 2010 Mitglied der Schulpräsidienkonferenz Appenzell Ausserrhoden. Von 2012 bis 2019 war er Gemeindepräsident von Schwellbrunn.
Ab 2013 war Reutegger Mitglied der Staatssteuerkommission Appenzell Ausserrhoden und ab 2015 Mitglied der Justizkommission. 2015 erfolgte die Wahl in den Kantonsrat.
2019 wurde Reutegger in den Regierungsrat Appenzell Ausserrhoden gewählt. Er übernahm zunächst das Departement Inneres und Sicherheit, 2023 wechselte er ins Departement Finanzen. In dieser Funktion ist er unter anderem Präsident der Kommission für Finanzausgleich und Finanzaufsicht, der paritätischen Verwaltungskommission der Pensionskasse AR und der Hochbaukommission. 2025 wurde Hansueli Reutegger zum Landammann von Appenzell Ausserrhoden gewählt.
Reutegger ist Mitglied der SVP Schwellbrunn und beratendes Mitglied der Parteileitung der SVP Appenzell Ausserrhoden.